# Van Morrison
Sir Van Morrison, właśc. George Ivan Morrison (ur. 31 sierpnia 1945 w Belfaście) − północnoirlandzki kompozytor, piosenkarz rockowy, multiinstrumentalista i poeta. Oficer Orderu Imperium Brytyjskiego (OBE).
Van Morrison jest przedstawicielem licznych gatunków i stylów muzyki rockowej, takich jak rhythm and blues, rock and roll, brytyjska inwazja, muzyka celtycka, psychodeliczny rock, chrześcijański rock, jazz-rock i jazz − większości jego piosenek najbliżej jednak do białego soulu i folku.

## Życiorys
Pierwszą gitarę otrzymał od ojca w wieku 11 lat. Następnie, gdy usłyszał Jimmy'ego Giuffre'a grającego na saksofonie w utworze "The Train and The River", namówił ojca na zakup saksofonu tenorowego, i pobierał lekcje gry na saksofonie oraz czytania nut od jazzowego muzyka George'a Cassidy'ego, którego Morrison uważał za "wielką inspirację", i zostali przyjaciółmi; dorastał również razem z nim na Hyndford Street.
Dwa lata później założył swój pierwszy zespół The Sputniks. Nieprzyjęty do innego zespołu z powodu braku zapotrzebowania na gitarzystę namówił ojca do kupna saksofonu. Kiedy nauczył się na nim grać, Morrison zaczął grać z różnymi lokalnymi zespołami, m.in. Deanie Sands and the Javelins, w którym grał na gitarze i śpiewał. Formację tworzyli: główny wokalista Deanie Sands, gitarzysta George Jones i perkusista-wokalista Roy Kane. W późniejszym czasie zespół z czterema głównymi muzykami – plus pianista Wesley Black – stał się znany jako Monarchs. Z tą ostatnią grupą Morrison – mając 17 lat – udał się w tournée po Europie. W latach 1964–1966 występował w popularnym zespole Them. Od tego momentu zaczęła się jego wielka kariera. W dzieciństwie uczęszczał ze swoją matką Violet na zebrania Świadków Jehowy do Sali Królestwa, dlatego też jeden z jego utworów z roku 1978 na płycie Wavelength nosi tytuł Kingdom Hall (tłum. Sala Królestwa).
W początkach swej kariery czerpał inspiracje od takich artystów jak Bob Dylan i Ray Charles, lecz wkrótce wytworzył swój własny, niepowtarzalny styl. Jego twórczość przejawia podobieństwa do działalności współczesnych bardów, jak Bob Dylan czy Leonard Cohen. W swoim muzycznym repertuarze miał wiersze swojego autorstwa i poetyckie piosenki. Gra na gitarze akustycznej, instrumentach klawiszowych, saksofonie, harmonijce ustnej i perkusji.
Do największych przebojów Vana Morisona należą „Here Comes the Night”, „Gloria” (oba z grupą Them), „Moondance”, „Brown Eyed Girl”, „Domino”, „Wild Night”, „Wavelength”.
Powszechnie zaliczany obok Boba Dylana i Jima Morrisona do największych poetów rockowych. Wywarł wielki wpływ na całe pokolenia muzyków rockowych. Uznawany za jednego z najbardziej znaczących muzyków naszych czasów. Wysoko notowany na listach największych twórców i wykonawców muzyki rockowej XX wieku.
W 1993 roku Van Morrison został wprowadzony do Rock and Roll Hall of Fame.
25 maja 2001 i 22 listopada 2005 odbyły się koncerty Morrisona w Sali Kongresowej w Warszawie.
W 2016 roku otrzymał tytuł szlachecki.

## Dyskografia

### Albumy
Studyjne
- 1967: Blowin’ Your Mind!
- 1968: Astral Weeks
- 1970: Moondance
- 1970: His Band and the Street Choir
- 1971: Tupelo Honey
- 1972: Saint Dominic’s Preview
- 1973: Hard Nose the Highway
- 1974: It’s Too Late to Stop Now
- 1974: Veedon Fleece
- 1977: A Period of Transition
- 1978: Wavelength
- 1979: Into the Music
- 1980: Common One
- 1982: Beautiful Vision
- 1983: Inarticulate Speech of the Heart
- 1985: A Sense of Wonder
- 1986: No Guru, No Method, No Teacher
- 1987: Poetic Champions Compose
- 1988: Irish Heartbeat (z  The Chieftains)
- 1989: Avalon Sunset
- 1990: Enlightenment
- 1991: Hymns to the Silence
- 1993: Too Long in Exile
- 1995: Days Like This
- 1995: How Long Has This Been Going On (z Georgie’m Fame’em)
- 1996: Tell Me Something: The Songs of Mose Allison
- 1997: The Healing Game
- 1999: Back on Top
- 2000: You Win Again (z Lindą Gail Lewis)
- 2002: Down the Road
- 2003: What’s Wrong with This Picture?
- 2005: Magic Time
- 2006: Pay the Devil
- 2008: Keep It Simple
- 2012: Born to Sing: No Plan B
- 2015: Duets: Re-working the Catalogue
- 2016: Keep Me Singing
- 2017: Roll With the Punches
- 2017: Versatile
- 2018: You're Driving Me Crazy
- 2018: The Prophet Speaks
- 2019: Three Chords & the Truth
- 2021: Latest Record Project, Vol. 1[12]
- 2022: What's It Gonna Take?[13]
- 2023: Moving On Skiffle[14]
- 2023: Accentuate the Positive[15]

Koncertowe
- 1984: Live at the Grand Opera House Belfast
- 1994: A Night in San Francisco
- 2000: The Skiffle Sessions − Live in Belfast 1999
- 2009: Astral Weeks Live at the Hollywood Bowl

Kompilacje
- 1973: T.B. Sheets
- 1982: This is Where I Came In
- 1990: The Best of Van Morrison
- 1991: Bang Masters
- 1993: The Best of Van Morrison Volume Two
- 1998: The Philosopher’s Stone
- 2007: Van Morrison at the Movies − Soundtrack Hits
- 2007: The Best of Van Morrison Volume 3
- 2007: Still on Top − The Greatest Hits